# Zegriades
Zegriades is een kevergeslacht uit de familie van de boktorren (Cerambycidae). De wetenschappelijke naam van het geslacht werd voor het eerst geldig gepubliceerd in 1869 door Pascoe.

## Soorten
Zegriades omvat de volgende soorten:
- Zegriades fulvipennis Nonfried, 1895
- Zegriades magister (Pascoe, 1857)
- Zegriades siamensis Nonfried, 1895